# Валориате
Валориа̀те (на италиански: Valloriate; на пиемонтски: Valàuria, Валаурия, на окситански: Valaouria, Валаурия) е село и община в Северна Италия, провинция Кунео, регион Пиемонт. Разположено е на 796 m надморска височина. Населението на общината е 126 души (към 2010 г.).